# 아바시리역
아바시리역(일본어: 網走駅,あばしりえき)은 홋카이도 아바시리시에 위치한 홋카이도 여객철도의 철도역이다. 일본 최북단 환승 철도역이다.

## 운행노선
- 홋카이도 여객철도 (JR 홋카이도)
  - 세키호쿠 본선
  - 센모 본선

## 역 구조
| 1    | ■세키호쿠 본선 | 기타미・엔가루・삿포로 방면       |                  |
| 1    | ■센모 본선     | 시레토코샤리・미도리 방면         | 일부 열차에 한함 |
| 2・3 | ■센모 본선     | 시레토코샤리・미도리・구시로 방면 |                  |
| 2・3 | ■세키호쿠 본선 | 기타미・엔가루 방면               | 일부 열차에 한함 |